# Joshua Kimmich
Joshua Kimmich (* 8. února 1995, Rottweil, Německo) je německý fotbalový obránce, od roku 2015 působí v německém klubu FC Bayern Mnichov. V průběhu působení v Bayernu Mnichov se vypracoval mezi nejlepší hráče na svém postu.
V reprezentačním dresu si zahrál na Mistrovství Evropy v roce 2016, na Konfederačním poháru FIFA v roce 2017 a na Mistrovství světa v roce 2018.
Kimmich je považován za nástupce německého pravého krajního obránce („beka“) Philippa Lahma, který byl dlouholetou oporou Bayernu Mnichov i národního týmu.

## Klubová kariéra
V mládeži hrál v klubu VfB Stuttgart. Odtud zamířil k RB Leipzig (Lipsko) za částku 500 tisíc eur, i když si Stuttgart zajistil možnost zpětného odkupu za částku 750 tisíc eur.
V letech 2013 až 2015 působil v Lipsku ve druhé ligové soutěži. V po sobě jdoucích letech 2013 a 2014 obdržel ocenění v podobě ceny Fritze Waltera, nejprve stříbrnou a další rok bronzovou medaili.
V lednu 2015 se dohodl na smlouvě s FC Bayern Mnichov platné od července 2015.
Bayern za jeho služby zaplatil 7 milionů eur.
Debutoval v srpnovém zápase 1. kola domácího poháru proti FC Nöttingen při výhře 3:1.
Premiérový zápas v Bundeslize si za Bayern zahrál 12. září 2015 v bavorském derby proti Augsburgu, když při výhře 2:1 odehrál závěrečné minuty jako náhradník za Philippa Lahma.
Venkovní zářijové utkání proti Darmstadtu odehrál celé, poté co jej trenér Pep Guardiola nominoval do základní sestavy. Bavorský klub vyhrál po výsledku 3:0.
Do první jedenáctky se vměstnal opět v domácím utkání proti Stuttgartu 7. listopadu při výhře 4:0, po kterém jej Guardiola vyzdvihl jako „neuvěřitelného“.
Sbírání více minut mu ztěžovala trojice Arturo Vidal, Xabi Alonso a Thiago Alcântara.
Zranění několika stoperů přimělo Guardiolu nasadit Kimmicha do středu obrany do páru s Holgerem Badstuberem. Následně Bayern obdržel za čtyři utkání jediný gól a uhrál remízu 0:0 na půdě Leverkusenu s dvojicí ve formě hrajících útočníků Javier Hernández—Stefan Kießling.
Kimmich na nezvyklém postu uspěl i zásluhou adaptace na Guardiolův systém, jenž potlačil Kimmichovu slabinu v podobě jeho výšky 1,76 metru, omezující jeho hru proti fyzicky disponovaným protihráčům jako např. útočníkům.
Kimmich odehrál celé finálové utkání o německý pohár 21. května 2016 proti Borussii Dortmund, ve kterém se měl trenér Guardiola – pro Kimmichův vývoj důležitý člověk – rozloučit trofejí.
Obrana ve složení Kimmich–Boateng čelila útočníkovi Pierru-Emericku Aubameyangovi a inkasovala třikrát, avšak finále dospělo po výsledku 3:3 za 120 minut do penaltového rozstřelu. Kimmich svoji penaltu sice neproměnil, jeho spoluhráči však jeho zaváhání napravili a trofej vybojovali.

### Sezóna 2016/17
Ve druhém kole Bundesligy dne 9. září 2016 na půdě Schalke vstřelil druhý gól venkovního utkání, které dopadlo výhrou Bayernu Mnichov 2:0. V pátém kole 24. září dal jediný gól venkovního utkání na půdě Hamburku a přihrál svému klubu další tři body. Dvěma góly pomohl vyhrát 5:0 zářijové skupinové utkání Ligy mistrů s Rostovem.
Bayern Mnichov pod novým trenérem Carlem Ancelottim dosáhl v soutěži semifinále, v dubnu roku 2017 však v prodloužení nestačil na Real Madrid. Kimmich se nevměstnal do základní sestavy ani v jednom ze zápasů a zahrál si až závěrečnou třicetiminutovku venkovní odvety v Madridu.

### Sezóna 2017/18
Zkraje sezóny 2017/18 odehrál Kimmich srpnové superpohárové utkání, v němž asistoval vyrovnávacímu gólu Lewandowskiho do sítě Borussie Dortmund na 1:1. Po 90 minutách a nerozhodném výsledku 2:2 šlo utkání do prodloužení, posléze došlo na penaltový rozstřel, ve kterém uspěli po výsledku 5:4 fotbalisté Bayernu Mnichov.
V domácím ligovém utkání 16. září 2017 proti Mohuči (1. FSV Mainz 05) podpořil vítězné skóre 4:0 třemi asistencemi, poté co nahrával na góly nejprve Müllera, posléze Robbena a nakonec i Lewandowskiho.

### Sezóna 2018/19
Kimmich odehrál celé utkání v srpnu roku 2018 proti Eintrachtu Frankfurt v německém superpoháru. Bayern Mnichov soupeři oplatil porážku z finále posledního německého poháru výhrou 5:0, kterou Kimmich podpořil jednou asistencí.
První gól sezóny dopravil do sítě Hannoveru v utkání hraném 15. prosince (15. kolo) při venkovní výhře 4:0. Mimo gólu zaznamenal dvě asistence na góly Gnabryho na 3:0 a Lewandowskiho na konečných 4:0.
Ve finále domácího poháru (DFB-Pokal) 25. května 2019 čelil Kimmich na postu pravého krajního obránce fotbalistům Lipska, ovšem Bayern Mnichov soupeře porazil 3:0.
Ligovou sezónu 2018/19 zakončil se 16 asistencemi, více dokázal nastřádat pouze Jadon Sancho (18 asistencí), útočník Borussie Dortmund.
Kimmich napodobil svého předchůdce Philippa Lahma z doby o osm let dříve, když odehrál všech 34 zápasů Bundesligy, aniž by vynechal jedinou minutu.

### Sezóna 2019/20
Ve druhém skupinovém zápase Liga mistrů UEFA 2019/20 1. října s Tottenhamem vyrovnal 1:1 a pomohl vyhrát na půdě soupeře 7:2.
Začátkem března 2020 vsítil jediný gól duelu se Schalke a i díky němu Bayern postoupil do semifinále, aby později národní pohár i vyhrál. V květnovém zápase s Borussií Dortmund se jeho přesný lob stal jediným gólem tohoto střetu. Kimmich mimo jiné stanovil rekord Bundesligy v počtu odběhaných kilometrů, a to 13,73.
V srpnu 2020 proti Barceloně ve čtvrtfinále na jeden zápas dohrávané Lize mistrů patřil mezi nejlepší hráče na hřišti, podnikal výpady do středu hřiště a tvořil hru a po Daviesově přihrávce dal gól. Přidal navíc asistenci a přispěl k postupu do semifinále po výrazné výhře 8:2.
Ve finále proti Paris Saint-Germain se stal Kimmich autorem centrovaného míče na Comana, který dal Pařížanům jediný gól tohoto utkání a přihrál trofej bavorskému týmu, který tímto mohl slavit treble.

### Sezóna 2020/21
Kimmich si po odchodu Thiaga vzal dres s číslem 6. V polovině září nastoupil do úvodního utkání Bundesligy proti Schalke, přihrál na první branku Gnabryho a později oslavil konečnou výhru 8:0.
Ve druhém kole se sice trefil do sítě Hoffenheimu, ovšem Bayern Mnichov po více než 20 utkáních prohrál, nakonec výsledkem 1:4.
V říjnu obdržel ocenění pro nejlepšího obránce uplynulé sezóny Ligy mistrů UEFA.
V listopadu přehrál Bayern konkurenční Borussii Dortmund a vrátil se do čela tabulky, Kimmich však utkání nedohrál kvůli zranění a měl chybět přibližně do konce kalendářního roku.
V lednovém venkovním zápase 18. kola proti Schalke pomohl vyhrát 4:0 třemi asistencemi a patřil mezi nejlepší hráče na hřišti.

### Sezóna 2022/23
Kimmich nastoupil v základní sestavě v utkání s Lipskem o německý superpohár, tato trofej 30. července 2022 připadla po vítězství 5:3 Bayernu. Kimmich byl u toho, když bavorský klub 4. října proti Plzni stanovil nový rekord skupinové fáze Ligy mistrů, když postupně neprohrál 31 utkání. Jeho tým vyhrál výsledkem 5:0. V listopadu a v prosinci se účastnil pro Němce neúspěšného Mistrovství světa v Kataru.
Dne 24. ledna 2023 odvrátil v nastavení možnost neočekávané ligové domácí prohry srovnávacím gólem do sítě Kolína na 1:1. Derby proti Borussii Dortmund 1. dubna odehrál celé a pomohl vyhrát 4:2. Pod novým trenérem Thomasem Tuchelem vystřídal Bayern svého soupeře na čele ligové tabulky. Borussia se posléze vrátila do čela a před závěrečným utkáním měla k titulu blíže. Jejího remízového zaváhání 27. května proti Mohuči fotbalisté Bayernu využili, zvítězili 2:1 nad Kolínem a vybojovali 11. titul v řadě. Pro Kimmicha, který nasbíral více minut za sezónu 2022/23 než jakýkoliv jeho spoluhráč, to byl osmý titul. V německé lize znovu náležel mezi autory nejvyššího počtu přihrávek a ze všech ligistů měl u přihrávek nejvyšší úspěšnost.

## Reprezentační kariéra
Reprezentoval Německo v mládežnických kategoriích U17, U18, U19 a U21.
Trenér Horst Hrubesch jej vzal na Mistrovství Evropy hráčů do 21 let 2015 konané v Praze, Olomouci a Uherském Hradišti.
Reprezentační debut si odbyl pod trenérem Joachimem Löwem 29. května 2016 v přátelském utkání proti Slovensku, ve kterém doma Němci prohráli 1:3.
V úvodním utkání kvalifikace na Mistrovství světa 2018 v Norsku pomohl dne 4. září 2016 vyhrát proti tamní reprezentaci 3:0 svým prvním gólem v národním týmu.
V listopadu a prosinci roku 2022 se představil na Mistrovství světa, které pořádal Katar. V základní sestavě trenéra Hanse-Dietera Flicka měl mít po boku buď İlkaye Gündoğana anebo Leona Goretzku v pro Němce klasickém rozestavení 4–2–3–1. První skupinové utkání dne 23. listopadu přineslo překvapivou porážku 1:2 s Japonskem, které Německo porazilo poprvé. Ve druhém utkání o čtyři dny později se Španělskem čelil Pedrimu a Gavimu, dvojici náctiletých tvůrčích záložníků v soupeřových řadách. Kimmich obstál, nebezpečnou střelou prověřil brankáře Unaie Simóna a pomohl k remíze 1:1. Německo 1. prosince porazilo Kostariku 4:2, ani jedno z mužstev však do osmifinále nezamířilo.

## Styl hry
Kimmich je univerzálním fotbalistou schopným zahrát na pravém kraji obrany i zálohy a rovněž ve středu obrany nebo ve středu pole v roli defenzivního záložníka.
Pro schopnost útočit a bránit byl přirovnáván k Philippu Lahmovi, s nímž si v závěru Lahmovy kariéry i zahrál.
Disponuje slušnou technikou a taktickou inteligencí.
Tím a dobrým čtením hry dokáže kompenzovat rychlostní deficit proti rychlejším útočníkům.
Další devizou je dobrá, třeba i překvapivá a riskantní přihrávka, jíž využíval trenér Pep Guardiola a který stál za Kimmichovým včleněním do základní sestavy.
Agresivní hrou a obrannými zákroky je podobný dvojici Larsovi a Svenu Benderovým.

## Úspěchy

### Klubové
Bayern Mnichov
- 6× vítězem německé Bundesligy – 2015/16, 2016/17, 2017/18, 2018/19, 2019/20, 2020/21
- 3× vítězem DFB-Pokalu – 2015/16, 2018/19, 2019/20
- 4× vítězem DFL-Supercupu – 2016, 2017, 2018, 2020
- 1× vítězem Ligy mistrů UEFA – 2019/20
- 1× vítězem Superpoháru UEFA – 2020

### Reprezentační
Německá reprezentace do 19 let
- 1. místo na Mistrovství Evropy U19 – 2014

Německá reprezentace
- 1. místo na Konfederačním poháru FIFA – 2017

### Individuální
- Cena Fritze Waltera – 2013 (stříbrná medaile), 2014 (bronzová medaile)[6]
- Nejlepší sestava sezóny Bundesligy: 2018/19[22]
- Tým sezóny Bundesligy podle kickeru – 2018/19,[48] 2019/20,[49] 2020/21[50]
- Sestava sezóny Ligy mistrů UEFA – 2017/18,[51] 2019/20[52]
- Nejlepší obránce sezóny Ligy mistrů UEFA: 2019/20[1]
- Tým roku podle UEFA – 2020[53]
- Nejlepší jedenáctka podle ESM – 2018/19[54]
- Světová jedenáctka FIFA FIFPro – 2020[55]

## Soukromý život
Vyznáním je evangelík.